# Hualpén
Hualpén est une ville et une commune du Chili faisant partie de la province de Concepción, elle-même rattachée à la région du Biobío.

## Géographie

### Situation
Hualpén fait partie de l'aire urbaine de Grand Concepción.

### Démographie
En 2012, la population de la commune de Hualpén s'élevait à 92 975 habitants. La superficie de la commune est de 1 722 km2 (densité de 56 hab./km).

Position de Hualpén (en rouge) au sein de la Région du Biobío.